# Ламарк, Луи-Пьер-Анжельбер де
Луи-Пьер-Анжельбер де Ламарк (фр. Louis-Pierre-Engelbert de La Mark, нем. Ludwig Peter Engelbert von der Mark; 3 июля 1674, Кёльн — 7 ноября 1750, Ахен), граф фон Шлейден и Священной Римской империи, называемый графом де Ламарк — французский военный деятель и дипломат.

## Биография
Сын Франца Антона фон дер Марка, графа фон Шлейдена, и графини Марии Катарины Карлотты фон Валленродт.
Барон фон Люммен, сеньор де Серен, Керпен, Хаффенбург, Гельдорф, наследственный авуэ маркизата Франшимон.
Предназначался для духовной карьеры, был бакалавром теологии. После смерти старшего брата Иоганна Бертольда Франца стал наследником и поступил на военную службу.
1 марта 1697 получил кавалерийский полк Фюрстенберга (позднее Прессака), в котором его брат был кампмейстером. В том же году командовал им при осаде Ата маршалом Катина.
Его младший брат Юлиус Аугустус, владевший пехотным полком Ламарка, был вынужден покинуть Францию из-за дела чести, и был лишен полка, переданного 1 декабря 1697 графу де Ламарку. С этим полком он в 1698 году служил в Компьенском лагере, а в 1701 году во Фландрской армии.
В 1702 году был в составе отдельного корпуса графа Таллара в составе Фландрской армии. В 1703 году продолжал служить во Фландрской армии, сражался в битве при Экерене, где были разбиты англо-голландцы.
В январе 1704 отказался от полка Фюрстенберга, 10 февраля был произведен в бригадиры. До 1711 года продолжал служить во Фландрской армии. В 1706 году сражался при Рамийи, в 1707 году армия держалась в обороне, в 1708 году участвовал в битве при Ауденарде.
20 марта 1709 произведен в лагерные маршалы, сражался в битве при Мальплаке
В 1711 году формально все еще числился во Фландрской армии, но исполнял тайные дипломатические миссии с целью достижения мира.
В 1712 году участвовал в осадах Дуэ, Ле-Кенуа, Бушена, в 1713-м в осаде и взятии Ландау.
Затем был министром короля в Баварии, в 1715—1718 годах чрезвычайным послом в Швеции.
8 марта 1718 произведен в генерал-лейтенанты. 2 февраля 1724 пожалован в рыцари орденов короля. Цепь ордена Святого Духа получил 3 июня. В апреле 1727 передал полк сыну. 22 мая 1737 назначен губернатором Ландреси.
В апреле 1738 назначен чрезвычайным послом в Испанию. Отправился в сентябре, прибыл в Мадрид 31 октября, первая аудиенция состоялась 3 ноября. В 1739 году был пожалован в рыцари ордена Золотого руна.
6 августа 1740 назначен губернатором Камбре вместо Ландреси. 8 декабря 1740 возведен в достоинство гранда Испании 1-го класса.
25 марта 1744 передал губернаторство в Камбре сыну.

## Семья
Жена (23.05.1700): Мари-Маргарита-Франсуаза де Роган-Шабо (25.12.1680—28.01.1706), дочь герцога Луи де Рогана и Мари-Элизабет дю Бек-Креспен де Вард
Дети:
- Луи-Анжельбер-Пьер де Ламарк (21/22.11.2701—5.10.1773), герцог де Шлейден. Жена 1) (30.06.1727): Мари-Анн-Иасента де Виделу (4.06.1712—17.10.1731), дочь Рене-Франсуа де Виделу, сеньора де Бенасси; 2) (2.04.1744): Мари-Анн-Франсуаза де Ноай (12.01.1744—1793), дочь герцога Адриена-Мориса де Ноая и Франсуазы-Шарлотты -Амабли д'Обинье
- Фелисите-Шарлотта (р. 1704)